# Ueli Steck
Pour les articles homonymes, voir Steck.
Piolets d'or
Ueli Steck est un alpiniste suisse, né le 4 octobre 1976 à Langnau im Emmental (Suisse) et mort le 30 avril 2017 au Népal sur les pentes du Nuptse. Il est connu pour ses ascensions notables dans les Alpes et en Himalaya et la médiatisation de ses records de vitesse, par exemple sur les faces nord de l'Eiger ou du Cervin.
À la manière de l'alpiniste tyrolien Reinhold Messner dans les années 1970 et 1980, Ueli Steck a fortement influencé le milieu de l'alpinisme extrême des années 2000 et 2010. Connu pour suivre un entraînement drastique, il a popularisé la recherche de la vitesse comme gage de sécurité – notamment en Himalaya –, conception initiée par Erhard Loretan notamment.

## Biographie
Ueli Steck est né le 4 octobre 1976 à Langnau dans le canton de Berne. Il est le cadet d'une fratrie de trois enfants. Enfant, il joue pendant de longues années au hockey sur glace avec ses frères, encouragé par leur père,.
Toutefois, c'est à l'âge de 12 ans qu'il découvre sa passion pour l’escalade,. Un ami de ses parents l'emmène faire une course d'initiation sur la Schrattenfluh, dans le canton de Lucerne. Le jeune Bernois grimpe en tête et surmonte les difficultés proposées (difficulté de degré 4 environ). Les années suivantes, il se consacre de plus en plus aux sports de montagne. Il continue de grimper avec cet ami puis s'inscrit au Club alpin suisse et passe ses moments de loisirs à réaliser différentes courses en montagne,. Il trouve dans ces activités un rapport direct à la nature et à la vie.

« C’était un nouveau monde, simple et direct, toi et la Nature. Je suis tombé amoureux. »

— Ueli Steck, Interview à Libération en décembre 2013
À l'adolescence, Ueli Steck décide de commencer un apprentissage de charpentier. Son choix est alors fortement inspiré par l'exemple des grimpeurs plus âgés qui l'entourent et qui ont eux-mêmes suivi cette voie. Il obtient son diplôme à 18 ans.

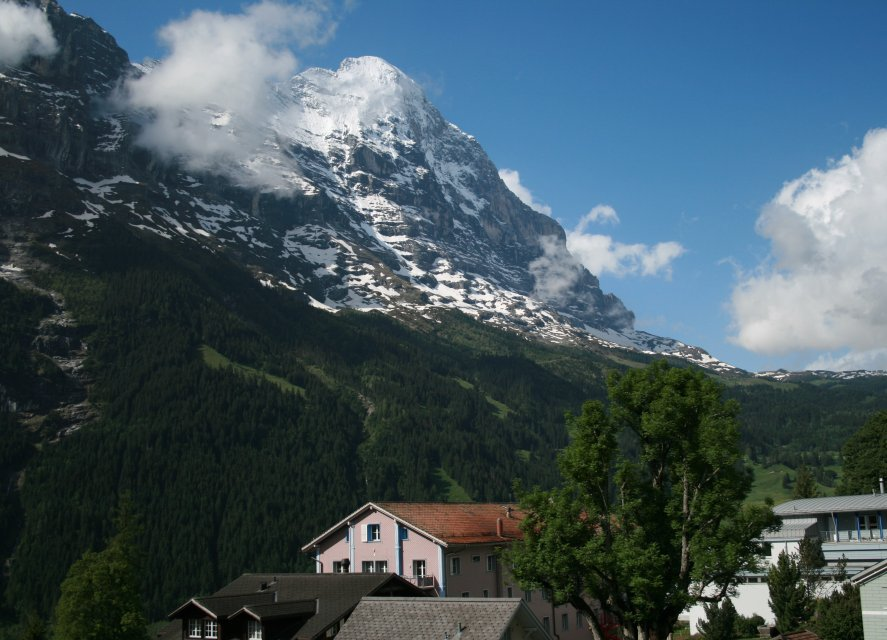
Vue de la face nord de l'Eiger et de l'arête Mittellegi depuis Grindelwald.

À l'âge de 18 ans, il commence à se faire connaître dans le milieu de l'alpinisme en réalisant ses premières ascensions alpines notables. Il gravit ainsi le pilier ouest du Wetterhorn en 1994 puis la voie classique de la face nord de l'Eiger (voie Heckmair) l'année suivante. Fasciné par cette paroi qu'il gravira à de nombreuses reprises, Ueli Steck s'installe à Grindelwald d'où il peut voir cette face.
De 1995 à 2000, Ueli Steck poursuit sa progression, principalement dans les Alpes bernoises. Il se spécialise dans les solos et gravit différentes voies extrêmes sur la face nord de l'Eiger et le Mönch.

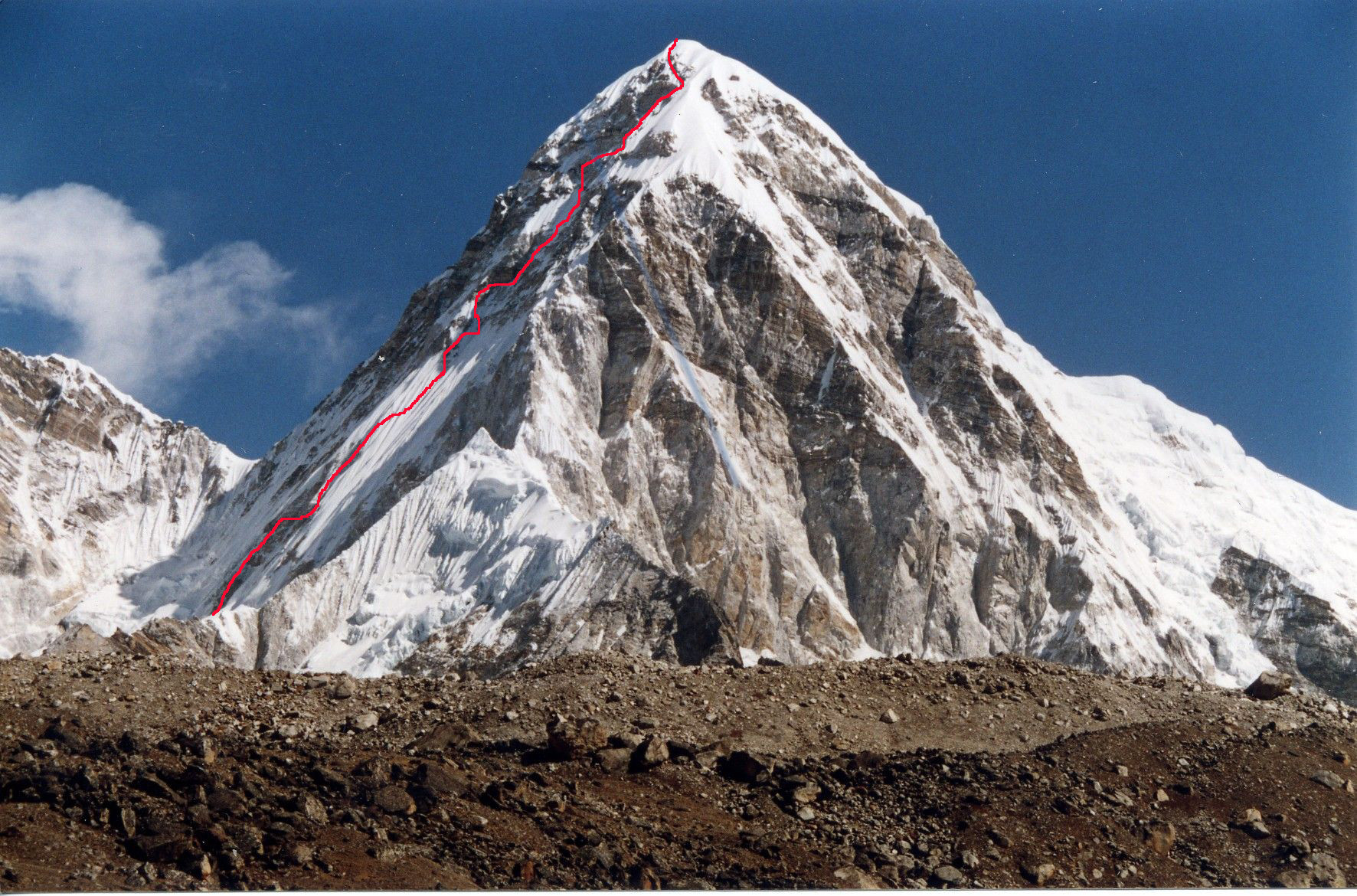
Voie ouverte par Ueli Steck et Ueli Bühler sur la face ouest du Pumori (Himalaya).

L'année 2001 marque un tournant pour l'alpiniste suisse qui se fait remarquer loin des montagnes suisses. Il réalise une ascension hivernale de l'éperon Walker sur la face nord des Grandes Jorasses dans le massif du Mont-Blanc et participe à une expédition himalayenne sur le Pumori où il ouvre une voie extrême dans la face ouest avec Ueli Bühler,.
À partir de 2002, il réalise plusieurs ascensions avec Stephan Siegrist : « The Young Spider » (2002) et « La Vida es Silbar » (2003) sur la face nord de l'Eiger, puis ils enchaînent les 3 faces nord de l'Eiger, du Mönch et de la Jungfrau en 25 heures (2004). En 2005, il réalise la première ascension en solo de la face nord du Cholatse (6 440 m) et de la face ouest du Tawoche (6 505 m),.
Durant l'été 2004, Ueli Steck réalise un solo majeur en escalade sur rocher en gravissant la voie Excalibur (difficulté VII / 6b) dans le massif des Wendenstöcke,.
Au mois de mai 2008, en pleine préparation de leur excursion à la face sud de l'Annapurna dans l'Himalaya et après une première tentative avortée, Ueli Steck et Simon Anthamatten doivent arrêter brusquement leurs préparatifs pour partir sauver un alpiniste espagnol. L'équipe de Iñaki Ochoa de Olza a dû renoncer à sa tentative d'atteindre le sommet de l'Annapurna et c'est lors de leur descente qu'Ochoa s'effondre à terre. Ayant reçu un appel de détresse, Steck et Anthamatten partent immédiatement de leur camp de base vers le camp à 7 400 m où se trouvait Ochoa, soigné par son collègue roumain Horia Colibasanu. En raison des conditions météorologiques difficiles et des risques d'avalanches, les Suisses ont grimpé deux jours avant d'atteindre le camp d'Ochoa. Une fois là-bas, Colibasanu, qui souffrait de problèmes de santé lui-même, a quitté le camp pour descendre avec Anthamatten sur le camp de base à 4 000 m. Steck est resté pour soigner Ochoa. Une équipe de sauvetage était rassemblée mais les conditions météorologiques défavorables ont empêché les sauveteurs d'atteindre le camp où Ochoa et Steck demeuraient. Un hélicoptère de sauvetage ne pouvant pas être utilisé à si haute altitude, Ochoa est malheureusement décédé le 23 mai. Steck est resté avec lui jusqu'à la fin, et ce n'est que le samedi qu'il est retourné au camp de base où Anthamatten et les autres sauveteurs l'ont attendu.
Durant l'année 2008, l'alpiniste réalise plusieurs performances chronométriques sur les faces nord mythiques des Alpes : l'Eiger, le Cervin et les Grandes Jorasses. En février, il réalise un premier record sur une voie classique de l'Eiger (en 2 h 47) puis parcourt la voie Bonatti au Cervin en 25 heures durant le mois de mars. En décembre, il achève ces succès par un record sur la voie Colton McIntyre aux Grandes Jorasses (en 2 h 21). Il conclut cette série par une trilogie hivernale en solitaire en enchaînant les trois faces nord au mois de janvier 2009,. À cette occasion, il gravit la face nord du Cervin en 1 h 56.
Le 9 juillet 2009, Ueli Steck parvient à sa première réalisation d'un 8 000 mètres himalayen en réussissant à atteindre le sommet du Gasherbrum II (8 035 m) en solo.
Le 13 janvier 2009, Ueli Steck boucle une trilogie de record (Eiger, Grande Jorasse, Cervin) sur face nord en ne mettant que 1 h 56 pour atteindre le sommet du Cervin par la voie Schmid. La même année il reçoit le Piolet d'Or 2009 en difficulté technique pour la première ascension de la face nord du Tengkampoche (6 500 m) avec son compatriote Simon Anthamatten.
Quelques mois après sa trilogie hivernale record, il établit un nouveau temps référence pour l'ascension de la face nord des Droites dans le massif du Mont-Blanc. Il réalise sa montée en 2 h 8, améliorant le temps de Christophe Profit de 22 minutes.
Le 18 novembre 2011, Ueli Steck présente Ueli Steck : Speed, son film sur l'escalade de vitesse lors du festival Slide and Sound qui se déroule à Martigny en Suisse.
Le 9 octobre 2013, Ueli Steck réalise une nouvelle ascension record en Himalaya en gravissant la face sud de l'Annapurna I (8 091 mètres) en solo en 28 heures. Cette réalisation est toutefois contestée par certains alpinistes et spécialistes himalayens, Ueli Steck ne pouvant apporter une preuve photographique ou GPS de son ascension après la perte de son matériel lors d'une petite avalanche.
Au printemps 2017, Ueli Steck rejoint le camp de base de l'Everest en vue de réaliser un nouveau projet : la traversée Everest - Lhotse sans oxygène. Il veut grimper l'Everest par le couloir Hornbein de la face nord, une ascension très peu pratiquée et difficile. Cet enchaînement serait inédit. Le 30 avril, au cours d'une ascension d'acclimatation, il chute et se tue sur les pentes du Nuptse,,,.

## Alpinisme extrême

### Approche du speed-climbing
Pour Ueli Steck, la pratique du solo et son approche la plus extrême, le speed-climbing, ne se définit pas par la recherche de records pour eux-mêmes. De son point de vue, la vitesse permet aux alpinistes de limiter leur temps d'exposition à certains risques comme les avalanches ou les chutes de pierre. Il fait remarquer que cette pratique s'inscrit dans une approche de la gestion de risques : pour limiter des risques objectifs (venant de l'environnement naturel), le speed-climbing accepte une augmentation des risques subjectifs (venant de l'alpiniste).

« L'avantage, avec le solo rapide, est que le grimpeur ne reste jamais très longtemps dans une zone à risque. »

— Ueli Steck, 8000+

### Records de vitesse en alpinisme
Contrairement à l'image médiatique, la pratique du speed-climbing et des records de vitesse en paroi n'est pas un développement souhaitable de l'alpinisme pour Ueli Steck. Il défend en effet l'idée que la variabilité des conditions environnementales, que ce soit sur les plans météorologiques, nivologiques, glaciaires, rocheux biaise toute véritable comparaison entre les performances des sportifs.
Surtout, il estime que la course aux records ne peut mener qu'à l'augmentation de la prise de risques des athlètes, cela à des niveaux au-delà du raisonnable. Ueli Steck explique en effet qu'arrivé à un certain niveau de performances physiques et techniques, les alpinistes ne peuvent plus gagner du temps autrement qu'en prenant davantage de risques que ce que leur niveau permet.

« La course au chronomètre [...] est sûrement une impasse en terrain de montagne. [...] la question est de savoir lequel [parmi deux alpinistes speed climber] est prêt à accepter de prendre le plus de risques. Cela finira inévitablement mal pour l'un d'eux. »

— Ueli Steck, 8000+
Dans cette optique, les records de vitesse deviennent donc des objectifs strictement personnels pour les alpinistes. Ils leur permettent de mesurer leurs performances et leur progression en paroi.

### Speed climbing et assurage
Sur le plan technique, le développement du speed-climbing implique l'évolution de certaines manipulations de corde. Comme le grimpeur bernois le fait remarquer, les grandes parois alpines présentent des parties dont la technicité et l'engagement peuvent rendre le solo intégral trop risqué. Les alpinistes peuvent estimer que le risque de chute est en effet trop élevé pour se passer d'une technique d'assurage.
Lors des ouvertures en solitaire, les alpinistes extrêmes utilisent une technique d'auto-assurage qui implique un aller-retour entre les relais pour décrocher la corde du relais du bas. Soucieux d'éviter ces déplacements supplémentaires et d'améliorer la vitesse d'ascension, Ueli Steck modifie une partie des manipulations de l'auto-assurage afin de pouvoir récupérer la corde depuis le relais du haut. Cette technique présente toutefois davantage de risques en cas de chute, en raison notamment de la forte augmentation de la longueur de chute.

## Réalisations alpines et himalayennes majeures

### Speed climbing

#### Réalisations majeures et records dans les Alpes

##### Face nord de l'Eiger

###### Ascension de 2007 en solo:3 h 54

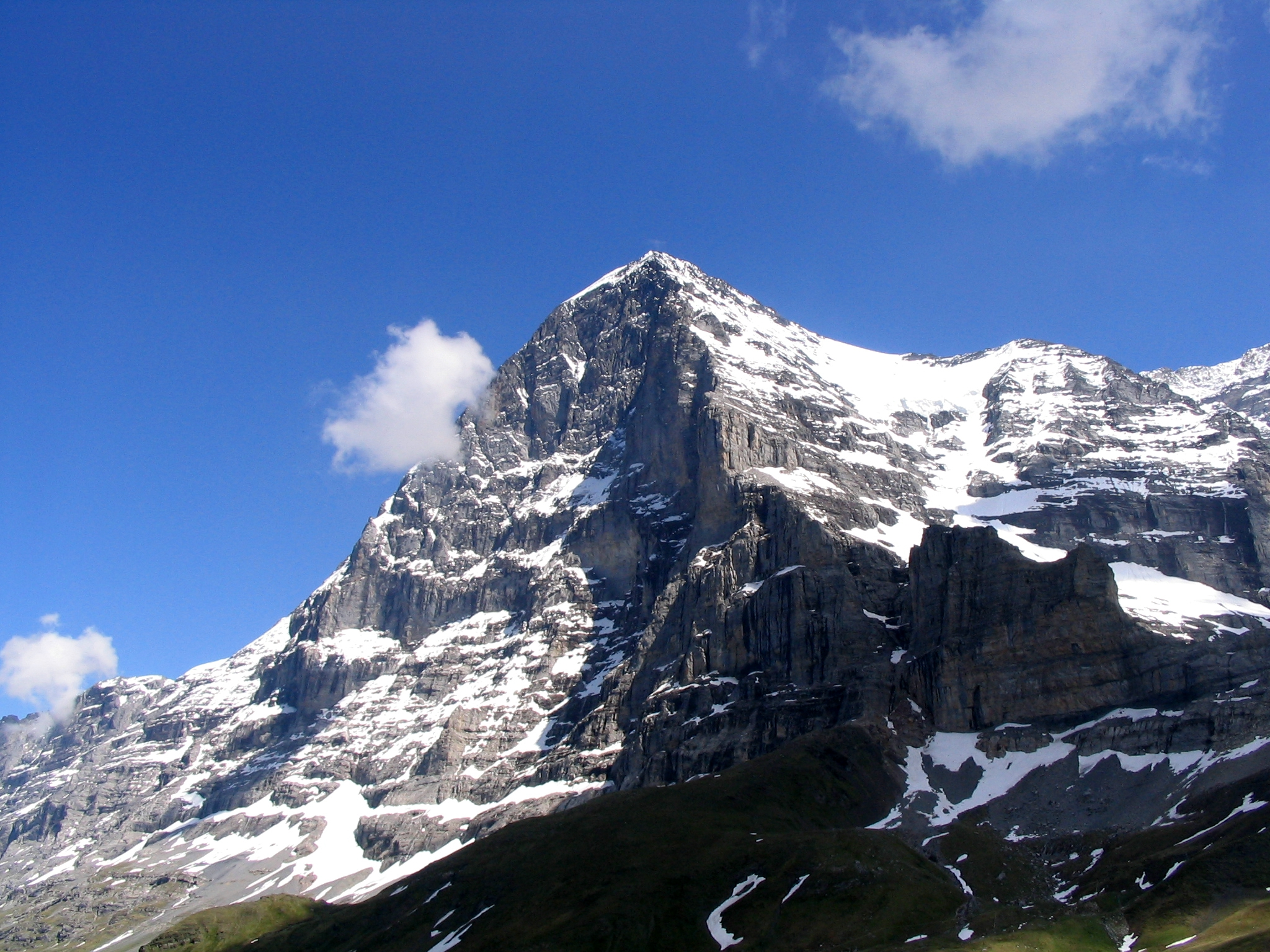
Face nord de l'Eiger (3970m) depuis la Kleine Scheidegg.

En février 2007, les conditions météorologiques qui règnent sur les Alpes bernoises sont très bonnes : le temps est beau, stable et les températures sont clémentes. De plus, des chutes de neige humide importantes en janvier ont permis de constituer une couche de glace dure sur la face nord de l'Eiger lors du gel nocturne. Les conditions d'ascension de cette paroi sont donc propices à la réalisation d'une montée rapide. Ueli Steck décide alors de tenter une ascension rapide de la voie Heckmair et de se confronter aux temps réalisés par l'Autrichien Thomas Bubendorfer (4 h 50 en 1983) et le Tyrolien Christoph Hainz (4 h 30 en 2003),,.
Quelques jours après une course dans la face nord avec sa compagne durant laquelle il constate le bon état de la glace, de la roche et des températures, Ueli Steck entame sa tentative le 20 février aux alentours de 9h,. Les conditions d'ascensions sont bonnes et lui permettent de courir dans les parties neigeuses les moins techniques.

« Je n'aurai jamais pensé pouvoir courir un jour sur la face nord de l'Eiger. »

— Ueli Steck, Speed
Dans les parties les plus techniques de la voie (trois segments d'environ 15 mètres), Ueli Steck utilise la technique d'auto-assurage qu'il a mise au point. Dans son compte rendu de l'ascension, l'alpiniste bernois explique avoir ressenti une importante fatigue dans les jambes durant la partie finale de la voie. À environ 12h45, il atteint le sommet de l'Eiger, bouclant son ascension de la face nord par la voie Heckmair dans un temps de 3 h 54,,.

###### Ascension de 2008 en solo:2 h 47 min 33 s
Durant les mois qui suivent son ascension record de la face nord de l'Eiger en 2007, Ueli Steck parvient à la conclusion qu'il dispose d'une marge physique et technique pour améliorer son temps. Par ailleurs, il souhaite corriger certains aspects de sa performance qui lui déplaisent. D'autres alpinistes ont d'ailleurs émis certaines réserves comme l'abandon de matériel sur certains relais lors des auto-assurages ou le fait que la trace avait été faite par d'autres cordées les jours précédents, simplifiant l'effort physique à fournir,.
Après quelques réflexions, Ueli Steck décide de retenter une ascension de vitesse sur la face nord de l'Eiger. Contrairement à sa tentative de 2007, il opte pour une ascension en solo intégral, ce qui devrait lui permettre d'améliorer son temps de montée et d'éviter certaines critiques du milieu alpin. Il met alors en place une préparation minutieuse et méthodique pour cette tentative. En plus d'un entrainement physique intense, il perfectionne ses compétences techniques en grimpe sur rocher, glace et terrain mixte ainsi que sa résistance mentale. Durant l'été, il passe également quelques jours dans la paroi afin de travailler les parties les plus difficiles et hasardeuses.
En février 2008, Ueli Steck s'estime prêt pour sa nouvelle tentative. Les conditions météorologiques étant bonnes durant la seconde quinzaine du mois, il se lance dans cette ascension le 13 au matin. Sur le plan du matériel, le bernois bénéficie d'un équipement légèrement plus léger puisqu'il n'a pas de matériel pour l'auto-assurage et qu'il peut optimiser le poids emporté grâce à l'expérience acquise lors de l'ascension précédente. Il décide toutefois d'emmener une petite corde fine pour pouvoir faire face à un imprévu. Contrairement à sa montée en 2007, Ueli Steck est accompagné par deux amis jusqu'au pied de la paroi,. En plus du soutien pour l'approche, les deux hommes vont ainsi pouvoir attester du point de départ de l'alpiniste suisse et contrôler le temps d'ascension.
Les chutes de neige récentes et l'absence de traces rendent compliqué le début de la progression d'Ueli Steck. Avant le début des parties les plus techniques (environ un cinquième de la course), le bernois est d'ailleurs en retard de quelques minutes sur son temps précédent. Dans la paroi, le volume de neige diminue, facilitant la progression. Au fil de son ascension, Ueli Steck accélère donc son rythme de progression. Sur certains passages, l'épaisseur de la couche de glace est parfois juste suffisante pour lui permettre d'utiliser ses piolets de manière optimale (dry-tooling), ce qui lui vaut quelques passages délicats à négocier. Malgré tout, il passe sans encombre les difficultés de la voie. Les heures de préparation portent leurs fruits et lui confèrent un sentiment de maîtrise qui favorise sa concentration.

« Sentiment de contrôle absolu. J'ai l'impression de faire partie de cette paroi. Le temps n'existe plus. Je ne pense ni à l'heure, ni au record. Je grimpe, c'est tout. »

— Ueli Steck, Speed
Arrivé au sommet, Ueli Steck constate qu'il a bouclé son ascension de la voie Heckmair en 2 h 47 min 33 s,. Rapidement, ses amis lui confirment ce temps d'ascension. Le bernois établit ainsi un temps référence qui le fait connaître du grand public amateur d'activités de montagne,,,,.

###### Ascension de 2015 encordé:3h46
Le 11 novembre 2015, Ueli Steck effectue aux côtés de Nicolas Hojac l'ascension de la face Nord de l'Eiger par la voie Heckmair en 3 h 46, battant ainsi le record d'ascension en cordée établi en 2011 par Roger Schäli et Simon Gietl en 4 h 25.

##### Ascension de la face nord des Grandes Jorasses en 2008:2h21

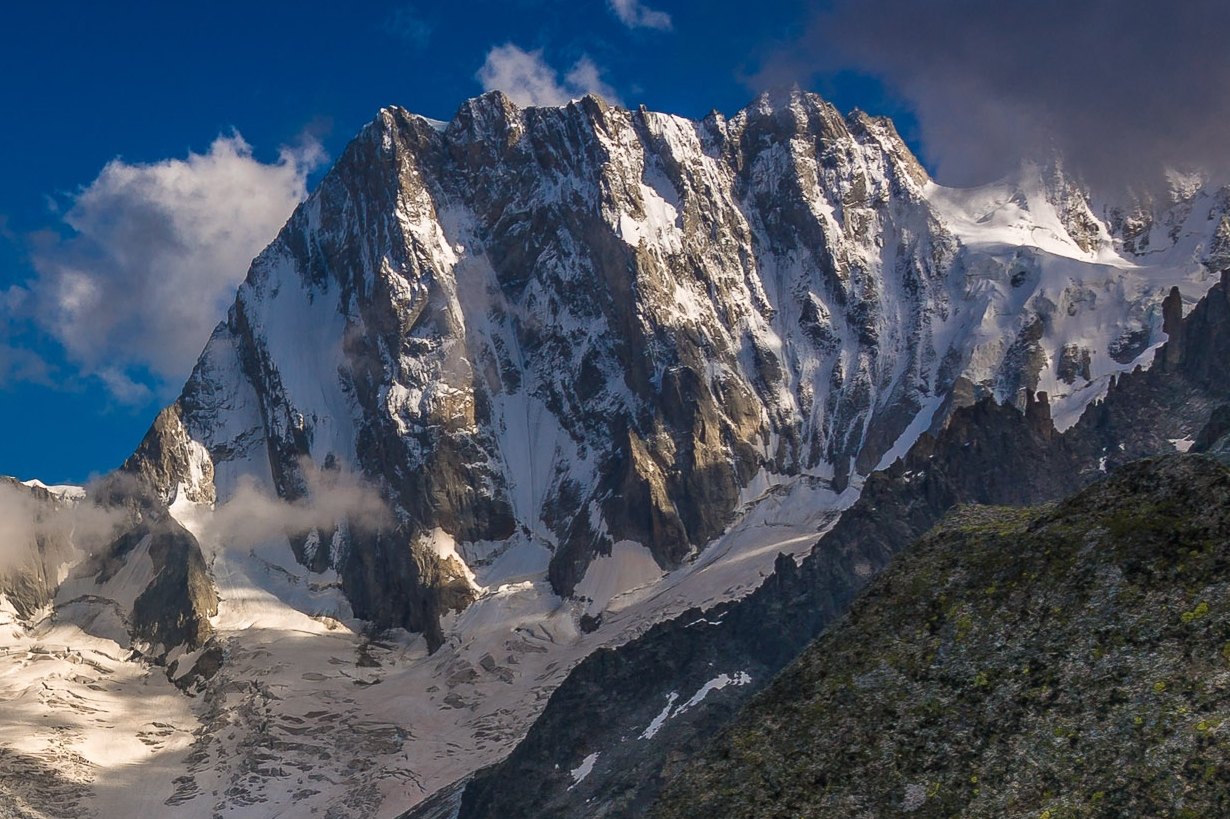
Face nord des Grandes Jorasses, point culminant de la pointe Walker (4208 m) sur la gauche.

En décembre 2008, Ueli Steck décide de tenter une ascension rapide dans la face nord des Grandes Jorasses. Il souhaite également que cette ascension soit réalisée « à vue », c'est-à-dire en empruntant une voie jusqu'à alors inconnue de l'alpiniste. Ayant déjà gravi l'éperon Walker, le bernois décide d'emprunter la voie Colton - McIntyre pour cette tentative.
Malgré des températures très froides, il profite de conditions météorologiques stables le 28 décembre pour se lancer dans la paroi,. Bien qu'il se sente en bonne condition physique, sa connaissance des Grandes Jorasses est beaucoup plus faible que celle de l'Eiger. Le défi que représente une ascension rapide de cette face s'avère ainsi plus difficile pour Ueli Steck, d'autant plus qu'il s'agit d'une réalisation « à vue ».
Les conditions hivernales et les températures très basses au cours de cette période lui interdisant toute possibilité d'escalade classique (avec les mains), Ueli Steck est contraint de progresser uniquement en dry-tooling (escalade sur terrain glaciaire et rocheux avec des piolets et crampons). Concernant le matériel, le bernois décide d'emporter un équipement minimal afin de s'assurer si un passage s'avérait trop technique ou engagé pour du solo intégral,. En raison de son ignorance de la voie et de sa technique en solo, il doit estimer régulièrement s'il peut passer les différentes parties de l'ascension en solo. Il progresse ainsi par une sorte de saute-mouton : franchissant une partie en solo puis évaluant le point le plus élevé qu'il peut de nouveau atteindre en solo.
Comme il avait pu le remarquer lors de ses observations de la paroi, la glace dans les premières parties de la voie est de bonne qualité. Elle lui permet une ascension rapide et dans des conditions de sécurité relativement bonnes. Sur quelques longueurs, il décide d'emprunter une variante de la Colton - McIntyre classique. Bien que cette déviation soit plus technique et complexe, il la juge plus esthétique en raison de la présence d'une cascade de glace bien formée.
Les parties sommitales s'avèrent plus délicates à négocier pour Ueli Steck : l'absence de glace l'oblige à progresser sur du terrain rocheux avec ses piolets et ses crampons. Si cela se fait relativement aisément dans les systèmes de fissures granitiques propres aux Grandes Jorasses, il doit toutefois gravir quelques passages sur des dalles lisses où seuls ses pieds permettent la progression. Le niveau d'engagement, notamment mental, est alors maximal.
Peu avant le sommet, Ueli Steck doit faire sauter un bouchon de neige qui obstrue sa progression. Il s'agit du seul endroit où il s'assure à la paroi. Dans la partie finale, l'alpiniste reste avant tout concentré sur sa sécurité. Ce n'est qu'arrivé sur l'arête sommitale qu'il accélère son rythme en direction de la pointe Walker. Finalement, son ascension de la voie Colton - McIntyre a duré 2 h 21,,.

#### Réalisations majeures et records en Himalaya

##### Premières ascensions rapides en Himalaya
Au début 2011, il commence le Projet Himalaya, une expédition de 5 mois dans la chaîne de l'Himalaya durant laquelle il compte réaliser plusieurs ascensions records. Le 17 avril, il réalise l'ascension de la face sud du Shisha Pangma (8 013 m) en un temps record de 10 h 30,. Il est parti du camp de base situé à 5 800 m d'altitude à 22 h 30 le samedi 16 avril et atteint le sommet à 9 h 00 le lendemain, et est de retour au camp de base moins de 20 h après son départ. Seulement 18 jours plus tard, le 5 mai, il réalise l'ascension du Cho Oyu (8 201 m) avec Don Bowie malgré les conditions météorologiques difficiles.
En août 2012, Ueli Steck réalise le triptyque Eiger-Mönch-Jungfrau en moins de 12 heures, et en redescendant de chaque sommet en parapente.

##### Solo record sur la face sud de l'Annapurna

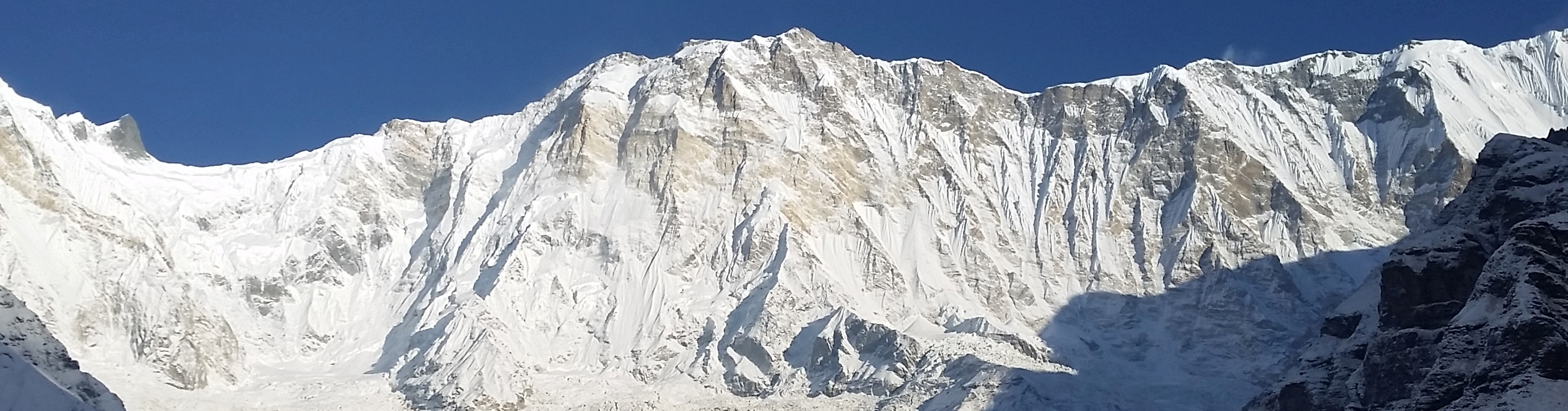
Face sud de l'Annapurna (8091 m).

À l'automne 2013, Ueli Steck est de retour en Himalaya, plus précisément dans le massif des Annapurnas au Népal,,. Son objectif est en effet de gravir l'Annapurna I, un sommet de 8 091 mètres accompagné par l'alpiniste canadien Don Bowie. Après une phase d'acclimatation réussie, les deux hommes se préparent à réaliser l'ascension mais le Canadien tombe malade et inquiet des conditions dangereuses de la face (chutes de pierres notamment) décide de renoncer. Se sentant en bonne condition physique, Ueli Steck souhaite de son côté tenter l'ascension en solo.
Il quitte le camp de base au matin du 8 octobre et s'attaque aux 2 500 mètres de la paroi en empruntant la voie Béghin - Lafaille,. Le soir, Janine Patitucci – membre de l'équipe de support d'Ueli Steck – l'aperçoit au niveau d'une barre rocheuse à 7 400 mètres. Afin de s'abriter quelque temps, l'alpiniste suisse construit une petite grotte puis reprend son ascension quelques heures plus tard durant la nuit. Au matin du 9 octobre, son équipe constate la présence de traces sur les pentes sommitales. Durant la journée, Ueli Steck rejoint le camp de base, bouclant ainsi son ascension en 28 heures.

### Traversées

#### Traversée intégrale des 82 sommets de4 000 mètresalpins (projet #82summits)
Au cours de l'été 2015, Ueli Steck réalise avec Michael Wohlleben le projet #82summits, avec pour but l'ascension des 82 sommets de plus de 4 000 mètres d'altitude des Alpes en moins de 80 jours et sans utilisation de moyens motorisés : les massifs sont reliés à vélo, certains sommets sont descendus en parapente pour gagner du temps. Ils commencent le 10 juin au Piz Bernina et, bien que Michael abandonne sur blessure le 23 juin, Ueli arrive au bout du projet en 62 jours, finissant par la Barre des Écrins le 10 août. Son périple est néanmoins endeuillé par la mort de l'un de ses compagnons de cordée, le Néerlandais Martijn Seuren, à la suite d'une chute à l'arête de Rochefort le 22 juillet.
Le 16 novembre 2015, à peine 5 jours plus tard, Ueli Steck entreprend de reprendre le record de l'Eiger détenu depuis 2011 par Dani Arnold qui a réalisé l'ascension en 2 h 28. Il réussit à battre le record d'Arnold de cinq minutes, établissant le nouveau record à 2 h 22 min 50 s. À la fin de son effort, Ueli déclare qu'il pense que l'ascension en moins de 2 h est possible avec de bonnes conditions climatiques.

## Controverses

### Preuve des réalisations
Ueli Steck réalisant de nombreuses ascensions notables en solo et avec un équipement très réduit, fournir des preuves attestant de ses réussites peut être difficile. Ainsi, pour sa réalisation à l'Annapurna I en 2013, Ueli Steck n'apporte à la communauté himalayenne aucune preuve visuelle de son succès. Il explique notamment avoir perdu son appareil photographique lors d'une petite avalanche. Pour étayer sa réussite, il s'appuie sur les différents témoignages des membres de son équipe restés au camp de base et indique qu'il peut donner des détails à ceux qui le souhaitent. Plusieurs spécialistes himalayens critiquent alors le Bernois, lui reprochant notamment de ne pas chercher à lever le doute sur la réalité de son exploit et pointant ce qu'ils perçoivent comme des incohérences entre des témoignages,. Rodolphe Popier se montre par exemple sceptique après que les deux alpinistes français Yannick Graziani et Stéphane Benoist, qui ont réalisé l'ascension de la même voie sur l'Annapurna I 8 jours plus tard, ont rapporté n'avoir vu aucune trace laissée par l'alpiniste suisse. Toutefois, les deux hommes rapportent également que près de 60 centimètres de neige étaient tombés entre-temps sur le massif, rendant la présence de toutes traces quasiment impossible. À l'instar de Reinhold Messner, ils ont toujours affirmé penser qu'Ueli Steck avait bien réussi son ascension du 9 octobre 2013.

### Altercation avec les sherpas à l'Everest
Le 27 avril 2013, une très violente altercation a opposé Ueli Steck, Simone Moro et Jonathan Griffith à un groupe de sherpas lorsque les alpinistes voulurent franchir la ligne de cordes fixes que les sherpas étaient en train d'installer sur la voie normale par le col sud de l'Everest,

## Liste de réalisations notables

### Voies ou sommets réalisés en équipe
- 2001 : Face ouest du Pumori (Himalaya) avec Ueli Bühler, première ascension
- 2002 : Face nord de l'Eiger/voie The Young Spider avec Stephan Siegrist
- 2003 : Face nord de l'Eiger/voie La Vida es Silbar avec Stephan Siegrist
- 2008 : En avril, face nord du Tengkampoche (6 500 m) avec Simon Anthamatten

### Voies ou sommets réalisés en solo
- 2004 : Wendenstöcke/voie Excalibur
- 2005 : Cholatse et Tawoche (Himalaya), première ascension en solo
- 2006 : Face nord de l'Eiger/voie The Young Spider
- 2008 : Face nord des Grandes Jorasses/voie Colton-McIntyre
- 2009 : Le 13 janvier, face nord du Cervin par la voie Schmid
- 2010 : Face nord des Droites/voie Ginat, amélioration du record de Christophe Profit
- 2011 : Cho Oyu (8 201 m)
- 2011 : Face sud du Shishapangma (8 013 m)
- 2013 : Face sud de l'Annapurna (8 091 m) en solo par la voie entamée par Pierre Béghin et Jean-Christophe Lafaille. Cette voie est située sur la gauche de la face, entre la voie britannique de 1970 et la voie japonaise de 1981.

### Voie ou sommet réalisés en record de temps
- 2004 : Faces nord de l'Eiger, du Mönch et de la Jungfrau, en un temps record de 25 h avec Stephan Siegrist
- 2007 : Face nord de l'Eiger, en un temps record de 3 h 54
- 2008 : Le 13 février, face nord de l'Eiger par la voie Heckmair en 2 h 47 min 33 s
- 2015 : Face Nord de l'Eiger, en un temps record de 2 h 22 min 50 s.

### Voies réalisées en escalade libre
- 2008 : Face Nord de l'Eiger/voie Pacienca 8a/5.13b, première ascension en escalade libre
- 2009 : El Capitan/voie Golden Gate 8a/5.13b

## Vulgarisation sur l'alpinisme extrême

### Auteur et conférencier
À l'instar de nombreux autres alpinistes professionnels, Ueli Steck a écrit plusieurs ouvrages et réalisé de nombreuses conférences sur ses réalisations et son approche de ses activités en montagne. En 2010, il publie son premier ouvrage, Speed (traduit en français en 2014), dans lequel il développe sa conception du speed-climbing et explique sa démarche et ses réalisations de la fin des années 2000.

### Liste des publications (en français)
- Ueli Steck (trad. de l'allemand par Agnès Boucher, préf. Antoine Chandellier), Speed : Escalade de vitesse sur les trois grandes faces nord des Alpes, Chamonix, Éditions Guérin, 2014 (1re éd. 2010), 351 p. (ISBN 978-2-35221-068-9).
- Ueli Steck et Karin Steinbach (trad. de l'allemand par Gérard Guerrier), 8000+ [« 8000+ : Aufbruch in die Todeszone »], Chamonix, Éditions Guérin, 2015 (1re éd. 2012), 269 p. (ISBN 978-2-35221-160-0).
- Ueli Steck et Karin Steinbach (trad. de l'allemand par Pierre Malherbet), Une autre vie [« Der Nächste Schritt : Nach jedem Berg bin ich ein Anderer »], Chamonix, Éditions Guérin, 2017 (1re éd. 2016), 213 p. (ISBN 978-2-35221-233-1).